# Les Clouzeaux
Les Clouzeaux är en kommun i departementet Vendée i regionen Pays de la Loire i västra Frankrike. Kommunen ligger i kantonen La Roche-sur-Yon-Sud som tillhör arrondissementet La Roche-sur-Yon. År 2018 hade Les Clouzeaux 2 831 invånare.

## Befolkningsutveckling
Antalet invånare i kommunen Les Clouzeaux
| Referens: INSEE |